# Homoncocnemis
Homoncocnemis is een geslacht van vlinders van de familie uilen (Noctuidae), uit de onderfamilie Cuculliinae.

## Soorten
- H. fortis Grote, 1880
- H. psaphidoides Dyar, 1914